# Самарины
Самарины — русский дворянский род, столбового дворянства.
Род внесён в Бархатную книгу. При подаче документов (февраль 1682) для внесения рода в Бархатную книгу (в дальнейшем БК), в главу Квашниных, была предоставлена Михаилом Фёдоровичем Самариным с детьми Михаилом и Семёном родословная роспись Самариных (смолян), на что была написана челобитная (24 марта 1686) однородцев: Квашниных, Самариных, Разладиных и Тушиных о не внесении в БК вместе с ними родословий Самариных (смолян), что в дальнейшем привело к написанию нескольких челобитных (1686-1691) о спорном деле, неверности родословий с обеих сторон и предоставлении очной ставки, а также опровержения в споре с окольничим Иваном Афанасьевичем Желябужским о свойстве с ним Самариных (смолян). Указ о внесении родословия Квашниных, Самариных, Разладиных и Тушиных в БК и о не внесении родословий Самариных (смолян), а также о запрещении последним впредь писаться и называться Квашниными-Самариными подписан (25 января 1687), но Самарины (смоляне) продолжали писать челобитные о неверности дела (включая 1691). В составе спорного дела Самариными (смолян) были предоставлены: свидетельства старого родословца, указная грамота (1565) в Смоленск Ивана IV об отставке Александра Васильевича Самарина от городского дела и Смоленской крестоприводной книги (1598). Другой род Самариных (Квашниных), по запросам Поместного приказа, в Разрядный приказ, предоставили: выписки из Новгородских писцовых и даточных книг Деревенской, Шелонской и Водской пятин (1582/82, 1585/86, и 1591/92) из Кашинских писцовых книг (1627-1630).
Род внесён в VI часть родословных книг Московской, Симбирской, Калужской, Вологодской и Ярославской губерний. «Подмосковной» Самариных было Измалково.
Существует и другой дворянский род Самариных, позднейшего происхождения.

## Происхождение и история рода
Предок рода Самариных, как показано в Бархатной книге, муж честен Нестор Рябец, выехал к великому князю Ивану Даниловичу Калите из Литвы (1332). Внук Нестора, Иван Квашня, имел правнука Степана Родионовича Самару, от коих пошли Квашнины-Самарины. Члены этой фамилии писались все до XVII века Квашниными-Самариными, но с половины XVII века некоторые из них пишутся просто Самарины. Происхождение это оспаривалось в конце XVII века представителями рода Квашниных, но официально признано в конце XVIII века.

## Описание гербов

#### Герб Самариных 1785 г.
В Гербовнике Анисима Титовича Князева 1785 года имеется изображение печати с гербом Василия Николаевича Самарина: синее поле щита разделено крестообразно на четыре части. В первой части, золотой лапчатый крест. Во второй части, серебряная птица, головой влево, держащая в клюве ветвь. В третьей части, серебряное стропило. В четвертой части, золотая секира. Щит увенчан дворянской короной (дворянский шлем, нашлемник и намёт отсутствуют). Щитодержатели: два восстающих льва, с высунутыми языками и поднятыми хвостами.

#### Герб. Часть IV. № 27.
Герб рода Самариных: щит разделён на четыре части, из коих в первой части, в красном поле, изображён золотой Крест (герб Волынского княжества). Во второй части, в голубом поле, Голубь, держащий в клюве Лавровую ветвь. В третьей части, в голубом поле, серебряное Стропило. В четвёртой части, в серебряном поле, Секира (польской герб Окша).
Щит увенчан дворянскими шлемом и короной. Нашлемник: три страусовых пера. Намёт на щите красный, подложенный серебром. Щитодержатели: два восстающих Льва.

## Известные представители

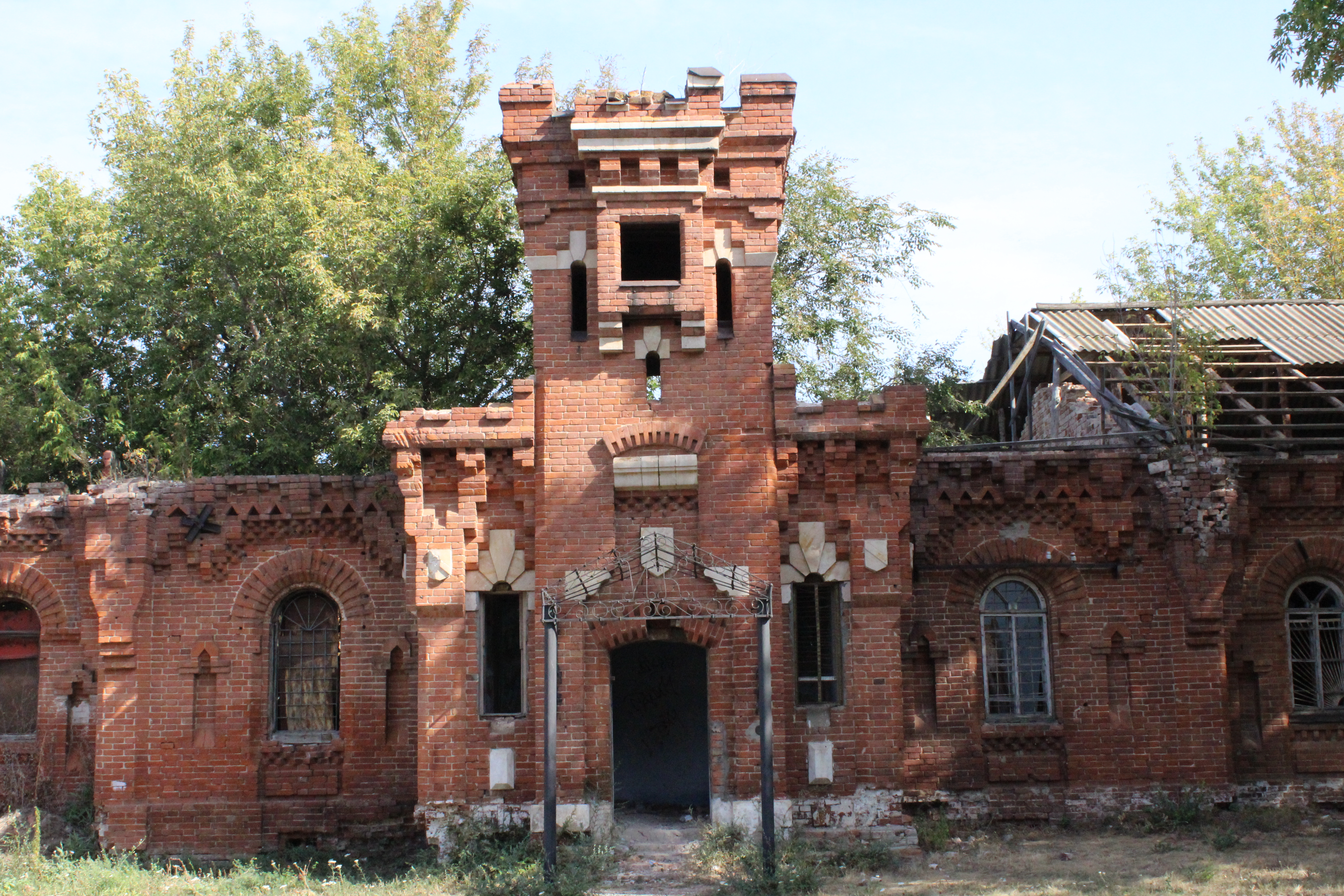
Усадьба Самариных: Приволжье, Приволжский район, Самарская область, улица Советская, 19

- Самарин Фёдор Васильевич - московский дворянин (1629).
- Самарин Алексей Елизарович - воевода в Ливнах (1631-1632).
- Самарин Ефим Васильевич - воевода в Терках (1642-1644).
- Самарин Гаврила Фёдорович - воевода в Карачеве (1648).
- Самарин Кирьян Иванович - стряпчий (1658), постельничий (1676), окольничий (1689).
- Самарин Иван - воевода в Кашире (1665).
- Самарин Василий - воевода в Кевроле и на Мезени (1666-1668).
- Самарин Иван Васильевич - стольник, воевода в Саратове (1669-1670).
- Самарин Андрей Никитич - стольник, воевода в Самаре (1675).
- Самарин Алексей Кирьянович - комнатный стольник царя Ивана Алексеевича (1676-1686).
- Самарин Андрей - воевода в Нижнем-Ломове (1680)[6].
- Самарины: Богдан и Гаврила Фёдоровичи, Даниил, Никита и Михаил Васильевичи  - патриаршие стольники (1627 - 1640).
- Самарины: Алексей Елизарович, Алексей Ермолаевич, Андрей, Иван, Лука и Фёдор Васильевичи, Ефим, Иван, Семён и Степан Ивановичи, Пимен и Иван Семёновичи, Невежа и Яков Дмитриевичи, Тимофей Ефимович, Яков и Фёдор Алексеевичи - московские дворяне (1629-1692).
- Самарины: Михей Андреевич и Прокофий Васильевич  - стольники царицы Прасковьи Фёдоровны (1686).
- Самарин Фёдор Андреевич - стольник царицы Евдокии Фёдоровны (1692).
- Самарины: Алексей Иванович, Андрей Никитич, Тимофей и Иван Тихоновичи, Семён и Михаил Михайловичи, Иван Ефимович, Михаил Фёдорович, Назар Степанович, Никифор Сафронович - стольники (1640-1692)[7].
- Ефим Иванович Самарин составил дозорные книги по Зарайску (1655).
- Екатерина Александровна Самарина (1679-1701) — фрейлина Евдокии Фёдоровны.
- Михаил Михайлович Самарин († около 1719 г.) - был одним из первых сенаторов.
- Самарин Фёдор Васильевич (1784—1853) - шталмейстер.
- Самарин, Александр Дмитриевич (1868—1932) — обер-прокурор Святейшего Синода.
- Самарин, Александр Иванович (1746—1816) — генерал-лейтенант, герой штурма Анапы (1791).
- Самарин, Василий Максимович (1792—1871) — русский генерал, участник Крымской войны.
- Самарин, Дмитрий Фёдорович (1827—1901) — общественный деятель и писатель, младший брат Ю. Ф. Самарина.
- Самарин, Ефим Иванович (1586?-1657) — русский военный и государственный деятель.
- Самарин, Михаил Михайлович (1659—1730) — сенатор.
- Самарин, Николай Фёдорович (1829—1892) — общественный деятель.
- Самарин, Фёдор Васильевич (1784—1853) — российский военачальник, общественный деятель.
- Самарин, Юрий Фёдорович (1819—1876) — русский публицист и философ.